# RealVNC
RealVNC es una empresa que ofrece software de acceso remoto. El software, igualmente llamado RealVNC, consta de un servidor y una aplicación cliente para el Protocolo Virtual Network Computing (VNC) y así controlar la pantalla de otro equipo de forma remota.

## Historia
RealVNC Ltd. fue fundada por Andy Harter (CEO) y otros miembros del equipo original de VNC en AT&T, para la conexión de equipo a equipo: RealVNC se puede ejecutar en Windows, Mac OS X y UNIX así como muchos sistemas operativos basados en Unix, como por ejemplo Linux. El cliente de RealVNC también se ejecuta en la plataforma Java y en los Apple iPhone, iPod Touch y dispositivos iPad y Google Android. Un cliente solo para Windows, VNC Viewer Plus, ahora está disponible, diseñado para ejercer de interfaz para el servidor integrado en chipsets Intel AMT encontrados en placas madre Intel vPro.
Para que el acceso remoto ver el escritorio de un equipo en otra, RealVNC viene en una de tres ediciones:
1. Edición libre/gratuita – libre, versión open source distribuida bajo licencia GPL; se ejecuta en diversos sabores de Unix (Linux, Solaris, HP-UX, AIX) y algunas versiones de Windows (no Vista o Server 2008).[1] Téngase en cuenta que los usuarios que deseen utilizar esta versión libre, proporcionada por el sitio realvnc.com, pueden necesitar (por ejemplo) revisar y compilar el  código fuente de XFree86 por sí mismos, ya que los binarios libres disponibles para su descarga son anticuados y normalmente no operan en entornos modernos.[2]  Afortunadamente, casi todas las distribuciones Linux incluyen una versión actualizada y personalizada de la edición gratuita de RealVNC. Por ejemplo, en Debian y sus derivados, el cliente y el servidor de RealVNC aparecen bajo los paquetes llamados vnc4server y xvnc4viewer, respectivamente.

1. Edición personal – versión comercial orientada a los usuarios domésticos o de pequeña empresa, con autenticación y cifrado, impresión remota, chat y transferencia de archivos; solo se ejecuta en Windows.

1. Edición de Empresa – versión comercial orientada a empresas, con autenticación y cifrado avanzados, impresión remota, chat, transferencia de archivos y una herramienta de implementación para Windows; se ejecuta en Windows, Mac OS X y varias variantes de Linux y UNIX.

De la versión 4.3 (lanzada en agosto de 2007) existen versiones separadas de las ediciones de empresa y personal para sistemas de 32 bits y 64 bits. La versión 4.6, de 2010, incluye características como: soporte de servidor proxy HTTP, chat, libreta de direcciones, impresión remota, soporte para unicode y notificación de conexión.

## Cliente
Los clientes RealVNC que usan vncviewer pueden ejecutarse en modo de pantalla completa; utilizan la tecla de función F8 como la clave predeterminada para mostrar un menú de opciones (que incluye opción para, entre otras cosas, desactivar el modo de pantalla completa o reenviar una secuencia de teclas Ctrl-Alt-Supr).

## Servidor
El componente de servidor de RealVNC permite a un equipo informático ser controlado de forma remota por otro. El software puede instalarse para fines legítimos, pero también puede instalarse desde una ubicación remota por un atacante con malas intenciones. Se detecta como RemoteAccess:Win32/RealVNC por Windows Defender.

## Conectividad
RealVNC utiliza el Protocolo RFB. El valor predeterminado es el puerto TCP 5900. Al realizar una conexión a internet, el usuario debe abrir este puerto en el servidor de seguridad local así como configurar el reenvío de puertos para reenviar el TCP puerto 5900 (o el puerto personalizado correspondiente) a la dirección del equipo local si está oculto tras un Enrutador NAT.
Como alternativa, puede tunelar VNC mediante SSH, evitando la apertura de puertos adicionales y atravesando así automáticamente el encaminador (enrutador) NAT. SSH también proporciona cifrado de la conexión entre el servidor VNC y el visor...

## Limitaciones
Unicode no se admite para VNC versión 3.x y menor por lo que es imposible transferir texto del Portapapeles fuera del conjunto de caracteres Latin-1. Esto no es una restricción en el software no-GPL vendido por RealVNC.
El protocolo VNC es base de píxel. Aunque esto conduce a gran flexibilidad (es decir, puede mostrar cualquier tipo de escritorio), a menudo es menos eficaz que las soluciones que tienen una mejor comprensión del diseño gráfico subyacente como X11. Estos protocolos envían primitivas gráficas o comandos de alto nivel en una forma más simple (es decir, 'abrir ventana' por ejemplo), mientras que RFB solo envía los datos sin formato de píxel.

## Nota
- Esta obra contiene una traducción  derivada de «RealVNC» de Wikipedia en inglés, publicada por sus editores bajo la Licencia de documentación libre de GNU y la Licencia Creative Commons Atribución-CompartirIgual 4.0 Internacional.

- Datos: Q2596542